# Castle Hill
Castle Hill és una població dels Estats Units a l'estat de Maine (EUA). Segons el cens del 2000 tenia 454 habitants.

## Demografia
Segons el cens del 2000, Castle Hill tenia 454 habitants, 182 habitatges, i 133 famílies. La densitat de població era de 4,9 habitants per km².
Dels 182 habitatges en un 25,3% hi vivien nens de menys de 18 anys, en un 63,2% hi vivien parelles casades, en un 4,9% dones solteres, i en un 26,4% no eren unitats familiars. En el 18,7% dels habitatges hi vivien persones soles el 5,5% de les quals corresponia a persones de 65 anys o més que vivien soles. El nombre mitjà de persones vivint en cada habitatge era de 2,49 i el nombre mitjà de persones que vivien en cada família era de 2,82.
Per edats la població es repartia de la següent manera: un 22% tenia menys de 18 anys, un 5,9% entre 18 i 24, un 25,8% entre 25 i 44, un 32,2% de 45 a 60 i un 14,1% 65 anys o més.
L'edat mediana era de 43 anys. Per cada 100 dones de 18 o més anys hi havia 107 homes.
La renda mediana per habitatge era de 31.071 $ i la renda mediana per família de 35.625 $. Els homes tenien una renda mediana de 30.313 $ mentre que les dones 20.833 $. La renda per capita de la població era de 14.645 $. Entorn del 8,1% de les famílies i l'11,8% de la població estaven per davall del llindar de pobresa.